# Middletoni Richárd
Middletoni Richárd (latinul: Richardus de Mediavilla, angolul: Richard of Middleton), (1249 körül – 1308 körül) középkori, feltehetően angol származású teológus.

## Munkássága
Ferences rendi szerzetes volt. Egy Szentencia-kommentárt írt, amelyben csillagászattal is foglalkozott, és kifejtette a végtelenül növekedhető vagy feloszlani képes világegyetem elképzelését.

## Bővebb irodalom
- Étienne Gilson: A középkori filozófia története. Budapest: Kairosz Kiadó. 2015.  ISBN 9789636627850 , 488–491. o.